# Bobsleje na Zimowych Igrzyskach Olimpijskich 1964
Bobsleje na Zimowych Igrzyskach Olimpijskich 1964 odbyły się w dniach 31 stycznia – 7 lutego 1964 roku na torze Kunsteisbahn Bob-Rodel Igls. Zawodnicy walczyli w dwójkach mężczyzn i czwórkach mężczyzn.

## Wyniki

### Dwójki mężczyzn
| Miejsce | Państwo              | Zawodnik                          | Czas    | Strata |
| ------- | -------------------- | --------------------------------- | ------- | ------ |
| 1       | Wielka Brytania I    | Anthony Nash/Robin Dixon          | 4:21,90 |        |
| 2       | Włochy II            | Romano Bonagura/Sergio Zardini    | 4:22,02 | +0,12  |
| 3       | Włochy I             | Eugenio Monti/Sergio Siorpaes     | 4:22,63 | +0,73  |
| 4       | Kanada II            | Vic Emery/Peter Kirby             | 4:23,49 | +1,59  |
| 5       | Stany Zjednoczone I  | Lawrence McKillip/James Lamy      | 4:24,60 | +2,70  |
| 6       | Niemcy I             | Franz Wörmann/Hubert Braun        | 4:24,70 | +2,80  |
| 7       | Stany Zjednoczone II | Charles McDonald/Charles Pandolph | 4:25,00 | +3,10  |
| 8       | Austria I            | Erwin Thaler/Josef Nairz          | 4:25,51 | +3,61  |

Data: 31.01–1.02.1964

### Czwórki mężczyzn
| Miejsce | Państwo             | Zawodnik                                                              | Czas    | Strata |
| ------- | ------------------- | --------------------------------------------------------------------- | ------- | ------ |
| 1       | Kanada I            | Doug Anakin/John Emery/Vic Emery/Peter Kirby                          | 4:14,46 |        |
| 2       | Austria I           | Erwin Thaler/Adolf Koxeder/Josef Nairz/Reinhold Durnthaler            | 4:15,48 | +1,02  |
| 3       | Włochy II           | Eugenio Monti/Sergio Siorpaes/Benito Rigoni/Gildo Siorpaes            | 4:15,60 | +1,14  |
| 4       | Włochy II           | Sergio Zardini/Sergio Mocellini/Ferruccio Dalla Torre/Romano Bonagura | 4:15,89 | +1,43  |
| 5       | Niemcy I            | Franz Schelle/Ludwig Siebert/Josef Sterff/Otto Göbl                   | 4:16,19 | +1,73  |
| 6       | Stany Zjednoczone I | William Hickey/Reginald Benham/William Dundon/Charles Pandolph        | 4:17,23 | +2,77  |
| 7       | Austria II          | Paul Aste/Herbert Gruber/Andreas Arnold/Hans Stoll                    | 4:17,73 | +3,27  |
| 8       | Szwajcaria II       | Herbert Kiesel/Bernhard Wild/Hansruedi Beugger/Oskar Lory             | 4:18,12 | +3,66  |

Data: 5–7.02.1964